# Rubeoza tęczówki
Rubeoza tęczówki (łac. rubeosis iridis) – rozplenienie się naczyń włosowatych w tęczówce oka. Dochodzi do niego w sytuacji niedotlenienia siatkówki; ischemiczna siatkówka uwalnia liczne czynniki wzrostu, w tym VEGF, stymulujące angiogenezę. Do rubeozy tęczówki dochodzi często w przebiegu cukrzycowej retinopatii proliferacyjnej, także w zamknięciu pnia żyły środkowej siatkówki i przewlekłym odwarstwieniu siatkówki. Proliferujące naczynia mogą zamknąć kąt przesączania, skutkując wtórną jaskrą neowaskularną (tzw. jaskra 100-dniowa).